# LILRB5
El miembro 5 de la subfamilia B del receptor de tipo inmunoglobulina de leucocitos es una proteína que en humanos está codificada por el gen LILRB5.
Este gen es miembro de la familia de receptores de tipo inmunoglobulina leucocitaria (LIR), que se encuentra en un grupo de genes en la región cromosómica 19q13.4. La proteína codificada pertenece a la clase subfamilia B de receptores LIR que contienen dos o cuatro dominios de inmunoglobulina extracelulares, un dominio transmembrana y de dos a cuatro motivos inhibidores de inmunorreceptores citoplasmáticos basados en tirosina (ITIM). Varios otros receptores de la subfamilia B de LIR se expresan en células inmunes donde se unen a moléculas MHC de clase I en células presentadoras de antígenos e inhiben la estimulación de una respuesta inmunitaria. Se han encontrado múltiples variantes de transcripción que codifican diferentes isoformas para este gen.